# Trogoderma albonotatum
Trogoderma albonotatum là một loài bọ cánh cứng trong họ Dermestidae. Loài này được Reiche in Mulsant & Rey miêu tả khoa học năm 1868.